# فرانك نولان
فرانك نولان (بالإنجليزية: Frank Nolan)‏ هو لاعب كرة قدم أسترالية أسترالي، ولد في 10 يونيو 1915 في St Kilda, Victoria ‏ في أستراليا، وتوفي في 31 مايو 1989.

## وصلات خارجية
- فرانك نولان على موقع AustralianFootball.com (الإنجليزية)
- فرانك نولان على موقع AFLtables.com (الإنجليزية)